# Иванов, Владимир Николаевич (учёный)
Влади́мир Никола́евич Ивано́в (24 мая 1909, Санкт-Петербург, Российская Империя — 12 июля 1982, Москва, СССР) — советский учёный в области железнодорожного транспорта, заслуженный деятель науки и техники РСФСР, доктор технических наук (1949), профессор.

## Биография
Закончил тяговый факультет Московского института инженеров транспорта (МИИТ), кафедру «Паровозы» (1930), в 1932 году — аспирантуру. В 1951 году после смерти академика Сыромятникова, возглавил кафедру "Паровозы", а впоследствии «Локомотивы и локомотивное хозяйство» МИИТ, где проводил работу по перестройке учебного процесса, переквалификации кадров, созданию коллектива кафедры, оснащению новых лабораторий. Начиная с 1950 года декан Механического факультета МИИТ. В 1953 году постановлением Совета Министров СССР В.Н. Иванову было присвоено звание генерал-директора тяги 3 ранга. В 1957 году при кафедре В. Н. Ивановым была организована научно-исследовательская тепловозная лаборатория. Спектр исследований охватывал широкий круг вопросов стоящих перед локомотивным хозяйством и тепловозостроением. Владимир Николаевич Иванов в течение 30 лет был бессменным руководителем кафедры. С 1957 года возглавлял комиссию локомотивного хозяйства в Научно-техническом совете Министерства путей сообщения. Член транспортной секции Научно-технического совета Минтяжмаша и ГКНТ СССР.
Профессор Иванов подготовил более 40 кандидатов технических наук, которые работали и продолжают работать во многих отечественных вузах и транспортных организациях страны, а также в зарубежных государствах: Болгарии, Польше, Монголии, Германии, Корее, Сирии, Египте, Китае, Вьетнаме, Узбекистане, Казахстане, Белоруссии, Украине.
Свыше десяти его учеников защитили докторские диссертации, стали профессорами, академиками, заслуженными деятелями науки и техники.
Награждён орденом Трудового Красного Знамени, орденом «Знак Почёта», медалями, знаком «Почётный железнодорожник».
В 2009 году к 100-летию со дня рождения, именем Иванова Владимира Николаевича названа Тепловозная Учебная Лаборатория в Московском Университете путей сообщения.